# Кагара, Деннис
Деннис Менгой Кагара (дат. Dennis Mengoy Cagara; 19 февраля 1985, Глоструп, Дания) — датско-филиппинский футболист, защитник клуба «Граесроддерне». Выступал в сборной Филиппин.
Отец — филиппинец, мать — датчанка.

## Карьера

### Клубная
Воспитанник «Брондбю». За «Брондбю» выступал с 2002 по 2004 годы, сыграв 7 матчей в чемпионате Дании. В составе «Брондбю» Кагара в сезоне 2002/03 стал вице-чемпионом и обладателем кубка страны.
По окончании сезона 2003/04 Деннис Кагара стал игроком клуба немецкой бундеслиги «Герта». Дебютировал в чемпионате Германии 20 марта 2004 года в матче 25-го тура против «Баварии», заменив на 64-й минуте встречи Марко Ремера. За 4 сезона в составе берлинской команды защитник провёл 8 матчей в чемпионате, успев поиграть на правах аренды за дрезденское «Динамо» и «Норшелланн».
Летом 2008 года Кагара заключил контракт с «Норшелланом», за который выступал в дальнейшем на протяжении полутора лет. В 2010—2012 годах несколько раз менял клубы. Летом 2012 года Деннис Кагара стал игроком «Карлсруэ», покинувшего по итогам предыдущего сезона вторую бундеслигу.

### Международная
Деннис Кагара в 2000—2001 годах привлекался в юношескую сборную Дании (до 16 лет). В дальнейшем выступал за юношеские сборные страны всех возрастов. В 2005—2006 годах провёл 6 матчей за молодёжную сборную Дании. С 2011 года выступает за сборную Филиппин.

## Достижения
- Вице-чемпион Дании (1): 2002/03
- Обладатель кубка Дании (2): 2002/03, 2009/10[3]